# ادی‌هازاش‌هتیه
اِدْیْ‌هازاش‌هِتیِه (به مجاری: Egyházashetye) یک شهرداری در مجارستان است که در واش واقع شده‌است. اِدْیْ‌هازاش‌هِتیِه ۱۳٫۲ کیلومتر مربع مساحت و ۴۱۲ نفر جمعیت دارد.